# Sunduan (köpinghuvudort i Kina, Zhejiang Sheng, lat 30,07, long 120,70)
Sunduan är en köpinghuvudort i Kina. Den ligger i provinsen Zhejiang, i den östra delen av landet, omkring 55 kilometer öster om provinshuvudstaden Hangzhou. Antalet invånare är 29 399. Befolkningen består av 15 603 kvinnor och 13 796 män. Barn under 15 år utgör 16,0 %, vuxna 15-64 år 68 %, och äldre över 65 år 15,0 %.
Runt Sunduan är det tätbefolkat, med 762 invånare per kvadratkilometer. Närmaste större samhälle är Shaoxing, 13,6 km sydväst om Sunduan. Trakten runt Sunduan består till största delen av jordbruksmark.
Genomsnittlig årsnederbörd är 1 912 millimeter. Den regnigaste månaden är juni, med i genomsnitt 316 mm nederbörd, och den torraste är november, med 74 mm nederbörd.